# Camponotus essigi
Camponotus essigi är en myrart som beskrevs av Smith 1923. Camponotus essigi ingår i släktet hästmyror, och familjen myror. Inga underarter finns listade.

## Bildgalleri

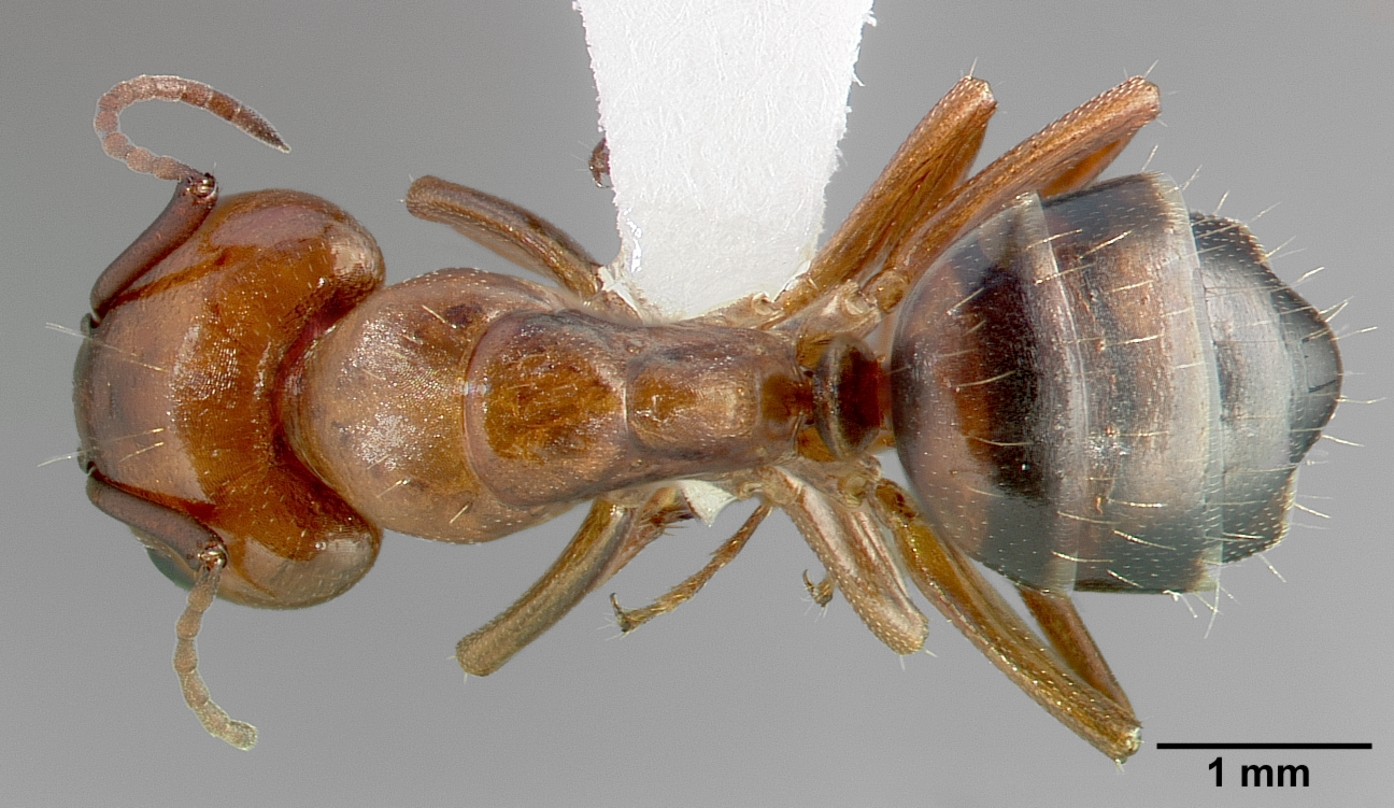
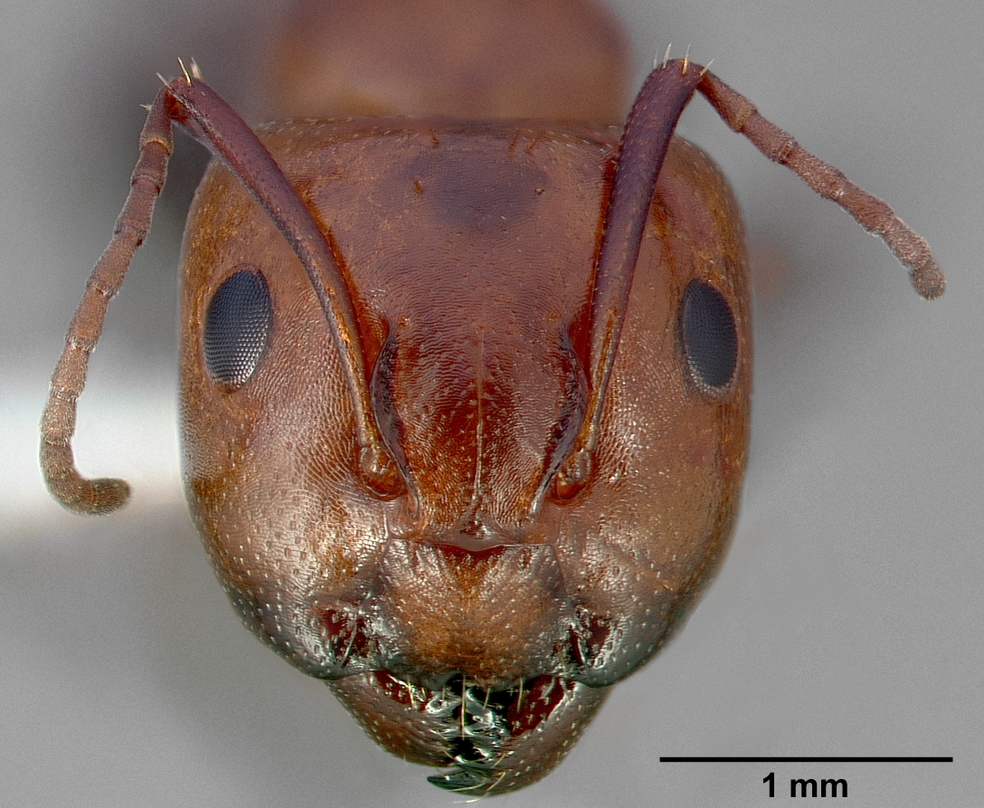
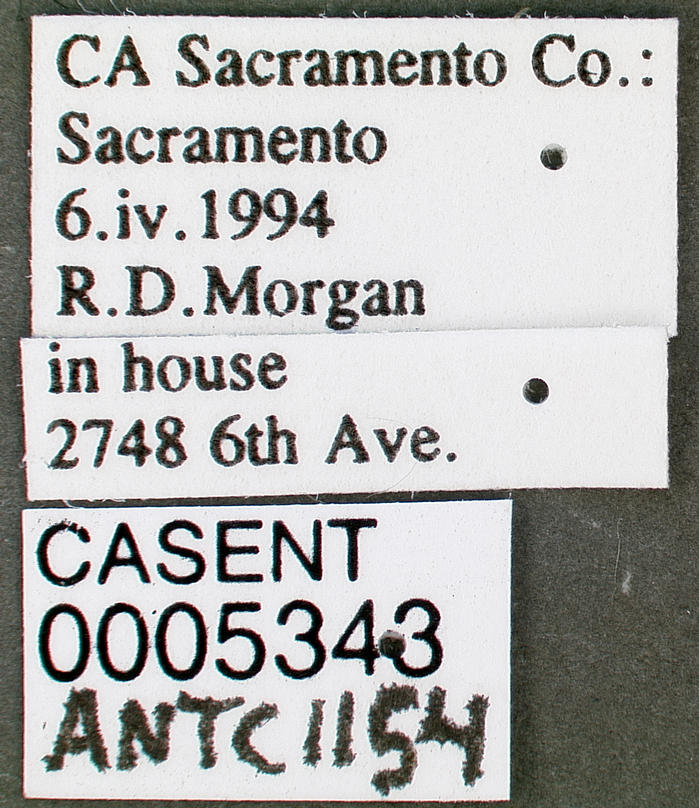
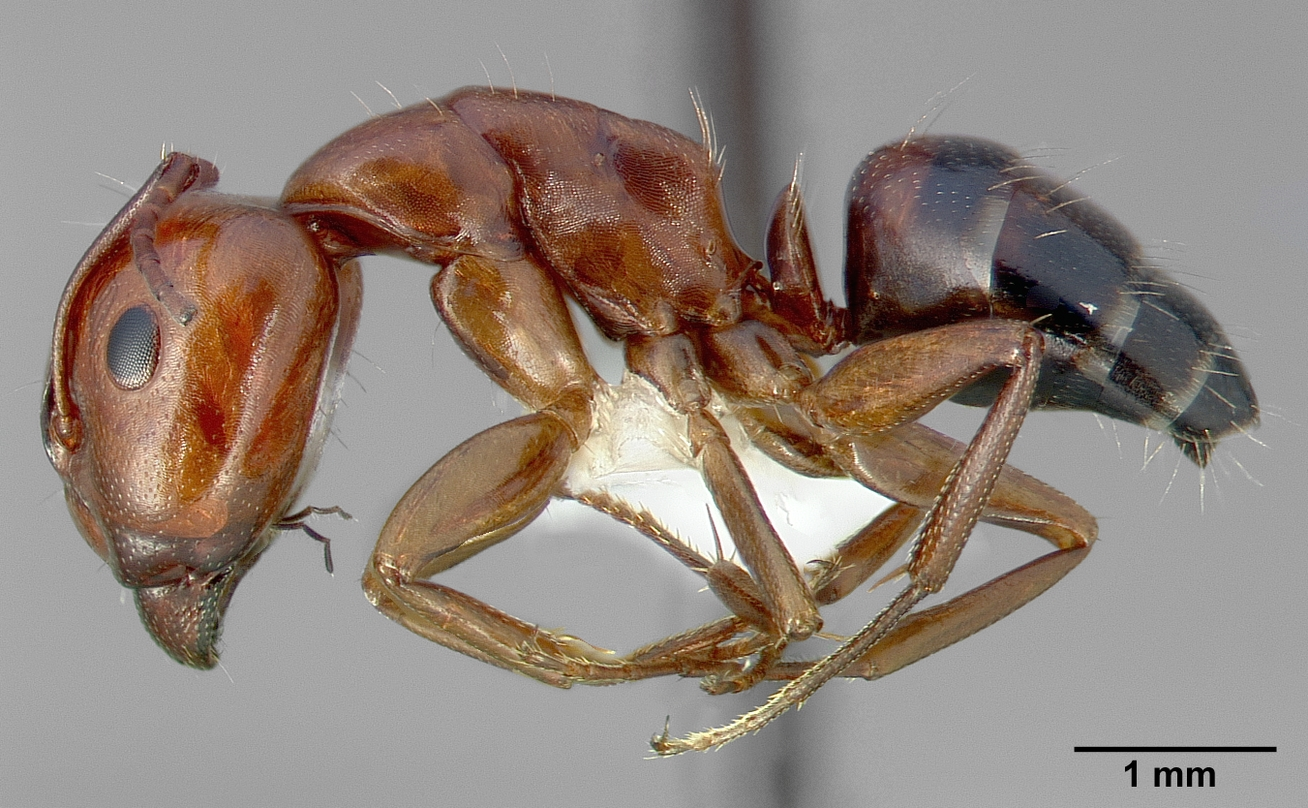